# Parque municipal Llao Llao
El parque municipal Llao Llao está ubicado en el departamento Bariloche, en la provincia de Río Negro, en la región noroeste de la Patagonia argentina. La protección del área natural tiene como objetivo la preservación del paisaje y la diversidad genética de la región.

## Características generales
El parque se extiende sobre una superficie de 1226 ha caracterizadas ambientalmente como bosque andino patagónico, en torno a la posición 41°03′S 71°30′O / -41.050, -71.500.
Fue creado en el año 1989 mediante la ordenanza municipal n.º 304 con el objeto de preservar de un modo estricto un área específica incluida en la gran superficie del parque nacional Nahuel Huapi. Limita con los lagos Moreno y lago Nahuel Huapi y es uno de los paseos más frecuentados de la zona.

## Flora

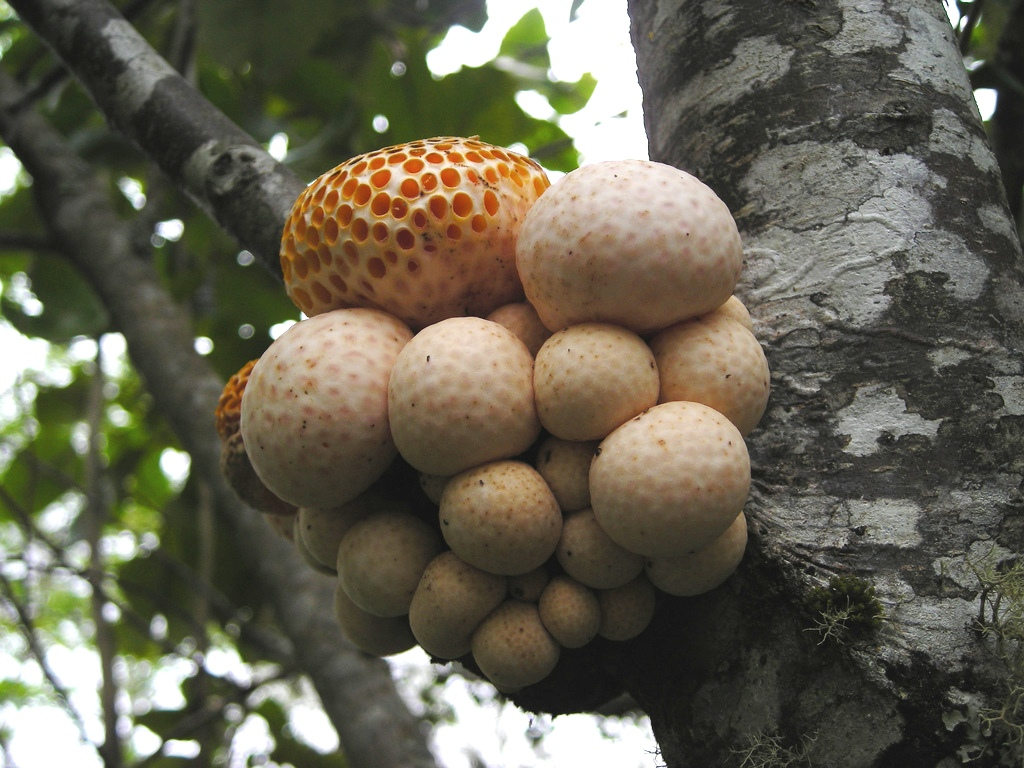
Llao llao (Cyttaria darwinii)

La flora del parque es especialmente significativa. Entre los ejemplares de mayor porte se distinguen los coihues (Nothofagus dombeyi), que en ocasiones sobresalen de concentraciones de caña coligüe (Chusquea culeou), las lengas (Nothofagus pumilio), los alerces (Fitzroya cupressoides), los cipreses de la cordillera (Austrocedrus chilensis) y ejemplares de menor tamaño de ñires (Nothofagus antarctica). En un plano inferior aparecen arbustos como el neneo (Mulinum spinosum), el michay (Berberis darwinii), el corcalén (Azara lanceolata), el chilco (Fuchsia magellanica) y el pañil (Buddleja globosa), entre otros.

Los helechos, trepadoras y otras especies menores complementan a las especies de mayor tamaño. El bosque es particularmente notable por la presencia de hongos, entre ellos el llao-llao (Cyttaria darwinii), del cual toma su nombre el lugar.

## Fauna
La fauna del parque Llao Llao es equivalente a la que se ha registrado en el parque Nahuel Huapi, si bien la cercanía a áreas con constante presencia humana determina que muchas especies sean difícilmente observables. Tal es el caso de los amenazados huillín (Lontra provocax) y huemul (Hippocamelus bisulcus), este último declarado monumento natural provincial. También se ha registrado la presencia del esquivo huiña, o gato colorado (Leopardus guigna). Es más frecuente el hallazgo de roedores, especialmente de la familia Cricetidae.

Las aves están ampliamente representadas. El parque es hábitat de algunas aves de ambiente acuático como el macá grande (Podiceps major), la bandurria austral (Theristicus melanopis) y la garza blanca (Ardea alba) y de otras llamativas como el picaflor rubí (Sephanoides sephaniodes), el carpintero gigante (Campephilus magellanicus) y el carpintero pitío (Colaptes pitius).

Se ha registrado la presencia de un buen número de especies de pájaros cantores, entre ellos el diucón (Xolmis pyrope), el huet-huet común (Pteroptochos tarnii), el chucao (Scelorchilus rubecula) y las variedades denominadas "patagónicas" del comesebo (Phrygilus patagonicus), el tordo (Curaeus curaeus), el zorzal (Turdus falcklandii), el picolezna (Pygarrhichas albogularis) y la golondrina (Tachycineta meyeni), entre otros.
Dentro del área protegida del parque, específicamente en el lago Escondido, un cuerpo de agua que no ha sido afectado por la introducción de especies ictícolas exóticas, se ha detectado la presencia de una medusa de agua dulce, Craspedacusta sp.. La preservación de esta especie es el objetivo específico del área protegida.